# Olinguito
Olinguito (Bassaricyon neblina), är ett däggdjur som tillhör släktet olingobjörnar inom familjen halvbjörnar, och förekommer i Anderna. Trivialnamnet olinguito är spanska och betyder "liten olingobjörn". Djuret har tidigare förväxlats med andra arter av olingobjörnar och upptäckten att det rör sig om en tidigare obeskriven art offentliggjordes på Smithsonian Institution den 15 augusti 2013.

## Utseende

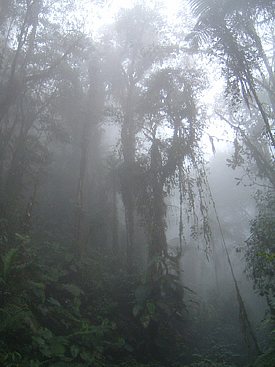
Olinguiton bor i molnskogar som den här i norra Ecuador.

Olinguiton väger omkring 1 kg och är mindre än andra arter av olingobjörnar. Den är även lurvigare, har annorlunda tanduppsättning, kortare svans och mindre öron.

## Ekologi och utbredning
Olinguiton förekommer i molnskogar och bergsregnskogar i norra Anderna, omkring 1 500–2 750 meter över havet, och hittills har förekomsten av den bekräftats i områden från centrala Ecuador till västra Colombia. Habitatet ligger på högre höjder än hos någon annan olingobjörn. Den är allätare och äter främst frukt, men även insekter och nektar. Den är ensamlevande och nattaktiv. Den får en avkomma i taget.

## Upptäckt
Upptäckten av olinguito offentliggjordes 15 augusti 2013 av Kristofer Helgen, intendent vid Smithsonian National Museum of Natural History, olingoexperten Roland Kays vid North Carolina Museum of Natural Sciences och deras medhjälpare. Helgen hade ursprungligen hittat specimen i förråden på Field Museum i Chicago som han ansåg skilde sig från de andra beskrivna arterna av olingobjörnar. Uppstoppade exemplar av olinguito visade sig ha funnits på flera museer i hundratals år, i tron att det rört sig om någon av de andra arterna inom släktet. DNA-tester bekräftade senare att det rörde sig om en ny art. Olinguiton är den första beskrivna rovdjursarten i Amerika på 35 år.
Utifrån morfologiska skillnader särskiljs fyra underarter: Bassaricyon neblina neblina, B. n. osborni, B. n. hershkovitzi och B. n. ruber.
Så här i efterhand har det visat sig att en individ som kallades Ringerl och som visades upp på flera olika djurparker i USA under åren 1967–1976, däribland National Zoo i Washington, D.C. i själva verket var en olinguito, men misstogs för att vara en systerart. Flera försök att para henne misslyckades därför. Ringerl dog 1976.

## Bevarandestatus
Av regionen som före människans landskapsförändringar var lämplig för arten omvandlades 42 procent till jordbruksmark eller samhällen och ytterligare 21 procent saknade året 2015 skog. I 37 procent av ytan finns skogar kvar. Populationens storlek är inte känd men IUCN uppskattar att den minskar. Därför listas olinguiton som nära hotad (NT).

## Bildgalleri

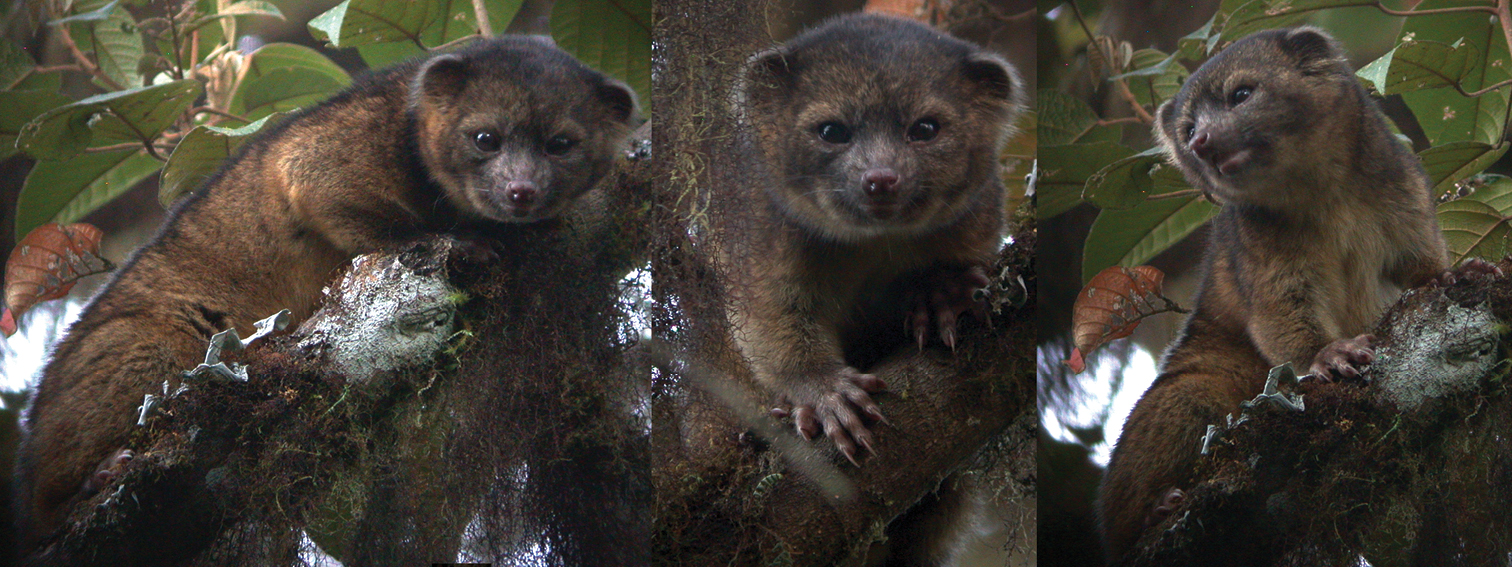
Kollage med tre foton av en olinguito.